# B-Movie: Lust & Sound in West-Berlin 1979–1989
Pour plus de détails, voir Fiche technique et Distribution.
B-Movie: Lust & Sound in West-Berlin 1979–1989 est un film documentaire allemand réalisé par Jörg A. Hoppe (de), Klaus Maeck, Heiko Lange (de) et Miriam Dehne sorti en 2015.
Le documentaire fait raconter la scène d'avant-garde de Berlin-Ouest, la scène des squatteurs et les débuts de la Love Parade dans une intrigue autour du protagoniste Mark Reeder (de), producteur musical.

## Synopsis
Mark Reeder vit à Manchester, est un passionné de musique, travaille dans un magasin de disques et est musicien de la scène punk. Inspiré par l'influence musicale de groupes allemands tels que Kraftwerk, Neu!, Tangerine Dream notamment, à la fin des années 1970, il s'installe dans un squat à Berlin-Ouest et se plonge dans la scène avant-gardiste, musicale et dans les squats. Il fait la connaissance de personnalités et de groupes importants de la scène Geniale Dilletanten tels que Gudrun Gut, Blixa Bargeld et Die tödliche Doris. La fête a lieu dans des endroits comme Risiko, Dschungel et SO36. Reeder est montré dans diverses activités, travaillant comme ingénieur du son pour Mania D puis Malaria!, pour Die Toten Hosen, comme acteur de doublage pour des films pornographiques, comme acteur pour les films gores de Jörg Buttgereit, pour lesquels Reeder utilise son uniforme fétiche, comme musicien (notamment dans le groupe new wave Shark Vegas) et journaliste de télévision de scène pour une chaîne britannique. Il fait venir Nick Cave à Berlin-Ouest et organise un concert des Toten Hosen dans le cadre d'une foire de blues à Berlin-Est. À la fin, on peut voir les premières Love Parade et WestBam, Mark Reeder apparaît comme le propriétaire du label MFS, qui édite de la musique électronique.
Le film ne fait pas seulement référence à une scène, mais montre le développement de la culture pop depuis la new wave et d'autres styles (électroniques) des années 1980 jusqu'à la techno. Certaines scènes n'apparaissent pas dans le film, comme par exemple les développements du disco et du Hi-NRG, car aucun matériel provenant de ces genres n'est disponible.

## Fiche technique
- Titre original allemand : B-Movie: Lust & Sound in West-Berlin 1979–1989
- Réalisation : Jörg A. Hoppe (de), Klaus Maeck, Heiko Lange (de), Miriam Dehne
- Scénario : Jörg A. Hoppe, Klaus Maeck, Heiko Lange
- Musique : Micha Adam, Mark Reeder (de)
- Photographie : Till Vielrose
- Son : Jan Mikoleit
- Montage : Alexander von Sturmfeder
- Production : Jörg A. Hoppe, Klaus Maeck, Heiko Lange
- Société de production : DEF Media
- Société de distribution : Edel motion
- Pays de production :  Allemagne
- Langue : allemand
- Format : Couleurs - 1,85:1 - Dolby - 35 mm
- Genre : Documentaire
- Durée : 92 minutes
- Date de sortie :
  - Allemagne : 21 mai 2015.

## Intervenants
- Mark Reeder (de)
- Marius Weber
- Gudrun Gut
- Annette Humpe
- Ideal
- Blixa Bargeld
- Nick Cave
- Die tödliche Doris
- Nena
- Joy Division
- New Order
- Zazie de Paris
- Die Toten Hosen
- Der wahre Heino
- Einstürzende Neubauten
- Die Ärzte
- Farin Urlaub
- Die Unbekannten
- Malaria!
- Notorische Reflexe (de)
- Jörg Buttgereit
- WestBam
- Christiane F.
- Keith Haring
- Martin Kippenberger
- Muriel Gray (en)
- Tilda Swinton
- Jim Rakete
- Trini Trimpop
- Bela B.
- Hans Runge
- Andreas Meurer (de)
- Campino
- Eric Burdon
- Ben Becker
- Thierry Noir
- Florian Koerner von Gustorf
- Bettina Köster (de)
- Alexander Hacke
- David Hasselhoff
- Dr. Motte
- Knut Hoffmeister (de)
- Oliver Schütz

## Style
Contrairement aux films documentaires habituels sur la culture pop et les sujets historiques, qui rapportent sous forme de collages, B-Movie: Lust & Sound in West Berlin 1979-1989 est un film d'essai. Mark Reeder joue non seulement le rôle du narrateur à la première personne, mais aussi celui de "l'expérimentateur". Le film a une structure narrative forte avec un style narratif radicalement subjectif : l'histoire de Mark Reeder sur son déménagement et sa vie à Berlin-Ouest est racontée par lui-même et "documentée" avec des séquences de films correspondantes de cette époque. De plus, le film utilise des scènes tournées par Miriam Dehne dans lesquelles Marius Weber incarne le jeune Mark Reeder. Reeder mène l'histoire orale de son point de vue très personnel, mais à travers ses activités et ses nombreux liens dans les scènes musicales décrites, elle va bien au-delà de sa personne. Ses commentaires (auto)ironiques et narratifs viennent du hors-écran, sauf lorsque Reeder lui-même apparaît dans les images historiques. Les histoires sont des représentations simplifiées des expériences de Mark Reeder.
Plus de 50 sources sont répertoriées au générique. La particularité de cette composition réside dans le montage artistique du film très intégrateur. Le scénario est donc pensé en termes de contenu d'image, de qualités d'image et surtout de montage cinématographique du matériel historique. Ceci est inhabituel lors du traitement de matériel cinématographique documentaire, mais trouve un parallèle dans le documentaire radiophonique, par exemple Walter Filz ou Michael Lissek.

## Récompense
- Berlinale 2015 : Prix Heiner-Carow (de) de la Fondation DEFA (de)[2].